# جنگ‌های استقلال اسکاتلند
جنگ‌های استقلال اسکاتلند (انگلیسی: Wars of Scottish Independence) به جنگ‌هایی گفته می‌شود که میان انگلستان و اسکاتلند در اواخر قرن سیزدهم تا نیمه قرن چهاردهم بوقوع پیوسته‌است.
این جنگ‌ها به سه بخش تقسیم می‌شوند. اولین جنگ‌ها (۱۲۹۶–۱۳۲۸) با تصرف زمین‌های اسکاتلند توسط انگلستان در سال ۱۲۹۶ شروع شد و با امضای معاهده اینبورگ- نورتامتون در سال ۱۳۲۸ پایان یافت. دومین جنگ اسکاتلند (۱۳۳۲–۱۳۵۷) جنگ میان نیروهای ادوارد بالیول مورد حمایت انگلستان و گروه موسوم به محرومان در سال ۱۳۲۳ بود که در سال ۱۳۵۷ با امضای پیمان برویک به پایان رسید. این جنگ‌ها بخشی از بحران بزرگی بودند که اسکاتلند با آن‌ها مواجه بود. در پایان هر دو جنگ اسکاتلند هویت مستقل خود را بازیافت. این جنگ‌ها به دلایل دیگری نیز اهمیت داشتند. یکی از این دلایل به‌کارگیری کمان بزرگ به عنوان یک سلاح کلیدی در جنگ‌های قرون وسطی است.
با پایان این جنگ‌ها اسکاتلند توانست حاکمیت مستقل خود را تثبیت کند.

## آغاز جنگ: ۱۲۹۶–۱۳۰۶
نخستین جنگ استقلال اسکاتلند را می‌توان به چهار دسته تقسیم کرد: تهاجم ابتدایی انگلستان و موفقیت در سال ۱۲۹۶؛ قیام‌ها به رهبری ویلیام والاس، اندرو د مورای و گاردهای اسکاتلند از سال ۱۲۹۷ تا زمانی که جان کامون برای تسلیم اسکاتلند در فوریه ۱۳۰۴ مذاکره کرد. از سرگیری قیام به رهبری رابرت بروس در سال ۱۳۰۶ تا پیروزی اسکاتلند در سال ۱۳۱۴؛ و مرحله نهایی ابتکارات دیپلماتیک اسکاتلند و لشکرکشی‌های نظامی در اسکاتلند، ایرلند و شمال انگلیس از سال ۱۳۱۴ تا پیمان ادینبورگ-نورتامپتون در سال ۱۳۲۸.
این جنگ با تهاجم بیرحمانه ادوارد یکم در مارس ۱۲۹۶ آغاز شد و پس از آن در ماه ژوئیه با کناره‌گیری جان بالیول و شکست اسکاتلند در نبرد دانبار ادامه یافت. ادوارد یک پارلمان را در برویک تشکیل داد. در این پارلمان اشراف اسکاتلندی او را به عنوان پادشاه انگلستان و اسکاتلند به رسمیت شناختند.
قیام‌هایی که در ابتدای سال ۱۲۹۷ به رهبری ویلیام والاس و آندرو د موری و دیگر سران اسکاتلند رهبری شد، شاه ادوارد را مجبور کرد تا نیروهای بیشتری را به جنگ با اسکاتلندی‌ها اعزام کند ولی برخلاف این تلاش نیروهای میهن‌پرست اسکاتلند در استرلینگ بریج اولین پیروزی عمده خود را بدست آوردند. در این درگیری‌ها موری بشدت زخمی شد و به مدت کوتاهی جانش را از دست داد ولی اسکاتلندی‌ها مبارزه را ادامه دادند و درگیری‌ها را به شمال انگلستان کشاندند. در ماه ژوئیه ادوارد مجدد تهاجم کرد و والاس و نیروهایش را در فالکرک شکست داد. اما ادوارد نتوانست قبل از بازگشت به انگلستان اسکاتلند را به‌طور کامل به تصرف خود درآورد.
در ۱۰ فوریه ۱۳۰۶ در جلسه‌ای با شرکت بروس و کمین دو رقیب برای تصاحب پادشاهی اسکاتلند، بروس با جان کمین درگیر شد و او را کشت. در مواجهه با این رویداد شورشیان اسکاتلند مجدداً برانگیخته شدند. کمین به شاه ادوارد خبر داده بود که بروس می‌خواهد تاج پادشاهی را تصاحب کند.

## جنگ دوم استقلال: ۱۳۳۲–۱۳۳۵
پس از مرگ رابرت بروس، دیوید دوم برای جانشینی خیلی جوان بود، به این دلیل، سرپرستی امور پادشاهی توسط توماس راندولف، بدست گرفته شد. در این دوران نیروهای اسکاتلندی چندین رشته درگیری را با پادشاهی انگلستان به پیش بردند. نبردهای داپلین مور، هالیدون هیل، دورنوک، بوروگ مویر و نبرد کلب لین از جمله این درگیری هاست که در تاریخ ثبت شده‌است.

## جنگ‌های بزرگ و حوادث در اسکاتلند
- ۱۲۹۶ تصرف بنویک
- ۱۲۹۶ نبرد دنبار
- ۱۲۹۷ نبرد استرلینگ بریج
- ۱۲۹۹ نیرد فالکرک
- ۱۳۰۳ درگیری رزلین
- ۱۳۰۴ نبرد هاپرو
- ۱۳۰۴ سقوط قلعه استرلینگ
- ۱۳۰۶ نبرد متوان
- ۱۳۰۶ نبرد دالری
- ۱۳۰۷ نبرد گلن ترول
- ۱۳۰۷ نبرد لودون هیل
- ۱۳۰۷ نبرد سلیوچ
- ۱۳۰۸ نبرد انوروری
- ۱۳۰۸ نبرد گذر برندر
- ۱۳۱۴ نبرد بانوک بوم
- ۱۳۱۵ نبرد کانر
- ۱۳۱۶ نبرد اسکاتمهیر
- ۱۳۱۶ نبردکریس
- ۱۳۱۸ نبرد فوهرارت
- ۱۳۱۸ ضبط برویک
- ۱۳۱۹ نبرد میتون
- ۱۳۲۶ پیمان کوربیل
- ۱۳۲۷ نبرد پارک استن هوپ
- ۱۳۲۸ پیمان ادینبورگ-نورتمنگتن
- ۱۳۳۲ نبرد داپلین مور
- ۱۳۳۳ نبرد هالیدون هیل
- ۱۳۳۳ نبرد اردک
- ۱۳۳۵ نبرد بوروگ مویر
- ۱۳۳۵ نبرد کلب لین
- ۱۳۴۶ نبرد صلیب نویل
- ۱۳۵۷ پیمان برویک